# José de Jesús Noé
José de Jesús Noé (1805-17 mars 1862) était un homme politique, soldat et ranchero californio, qui servit comme 7e et 12e alcalde de San Francisco. Il est le dernier Californien d'origine hispanique (Californio) à avoir été maire de San Francisco.

## Biographie
En 1845, Noé reçoit la terre connue sous le nom de Rancho San Miguel, qui couvre les quartiers aujourd'hui connus sous le nom de Noe Valley, Eureka Valley, Fairmont Heights, Glen Park et Sunnyside.
À la suite de l'occupation militaire américaine de Yerba Buena lors de la guerre américano-mexicaine, Noé redevient alcade en 1846, devenant ainsi le dernier homme né dans la vice-royauté de Nouvelle-Espagne à occuper ce poste (le poste d'alcade est aboli avec l'adoption de la Constitution de Californie en 1849). Noé est nommé alcade par le commodore de la marine américaine Robert F. Stockton, sous son autorité de gouverneur militaire du territoire occupé. Le lieutenant de marine Washington Allon Bartlett est également nommé alcade et sert en même temps que Noé. En tant qu'officier militaire, Bartlett est un représentant direct du gouverneur militaire, fonctionnellement similaire au bureau de préfet dans le système mexicain. L'un des derniers actes de l'année Noé/Bartlett est de renommer Yerba Buena en son nom actuel, San Francisco. 
Après sa mort en 1862, Noé est enterré à la Mission San Francisco de Asís.

## Remarques
1. ↑  Guinn, Sentinel Media Service, « Neighborhood Spotlight: Noe Valley-Real Estate » [archive du 15 décembre 2020], sfgate.com, 15 décembre 2020 (consulté le 7 juillet 2024)
2. ↑  Grivas, p.92–93